# Соботка, Гарри
Гарри Соботка (англ. Harry Sobotka, собственно Герман Соботка, нем. Hermann Sobotka; 4 августа 1899, Мельк, Австро-Венгрия — 24 декабря 1965) — американский биохимик австрийского происхождения. Брат архитектора Вальтера Соботки, муж клавесинистки Йеллы Песль.
Сын доктора медицины Самуэля Игнаца Соботки. Изучал медицину в Венском университете, затем защитил диссертацию в Мюнхенском университете (1922). В Мюнхене занимался исследованиями энзимов под руководством Рихарда Вильштеттера.
С 1924 года жил и работал в США. Первоначально в Рокфеллеровском институте медицинских исследований (ассистент Фибуса Левина), затем с 1926 года на кафедре бактериологии медицинского колледжа Нью-Йоркского университета. В 1928 году возглавил отделение биохимии в нью-йоркской больнице Маунт-Синай. Под руководством Соботки отделение было расширено и реорганизовано в 1952—1954 гг.: общая площадь лабораторно-исследовательских мощностей была доведена до более чем 1800 квадратных метров (20000 квадратных футов).
Наибольшее значение для развития клинической биохимии имели книга Соботки «Физиологическая химия желчи» (англ. Physiological Chemistry of the Bile; 1937), резюмировавшая наличное положение исследований в этой области и их дальнейшие проблемы и перспективы, и монография «Химия стероидов» (англ. The Chemistry of the Sterids; 1938), представившая всеобъемлющую классификацию известных к тому времени стероидов.
Почётный доктор Университета Перуджи (1964).